# Margaret à Barrow
Margaret à Barrow (1500 – 26 de agosto de 1560) foi uma senhora inglesa conhecida por seu conhecimento. Ela é algumas vezes referida como Margaret Aborough (uma variante de à Barrow) ou como Lady Margaret Elyot.
Margaret era filha de Sir Thomas à Barrow (ou Aborough) e fazia parte de um pequeno grupo de crianças educadas na casa de Thomas More. Os seus estudos durante a infância, ao lado da filha de More, Margaret, incluíram direito, história, filosofia e teologia. Os seus vínculos com More continuaram na idade adulta e ela esteve presente em reuniões em sua residência nas quais intelectuais discutiam teologia humanista.
Por volta de 1520, ela casou-se com o autor Thomas Elyot. Margaret e Elyot posaram para retratos de Hans Holbein, o Jovem, na casa de Thomas More. Nenhuma pintura a óleo desses retratos sobreviveu, no entanto, os desenhos originais são mantidos pelo Royal Collection Trust.
Embora não se saiba como chegou a sua posse, Margaret possuía o Manuscrito do Novo Estatuto da Inglaterra da Faculdade de Direito de Yale e, apesar de seu valor, ela não o vendeu. Em vez disso, ela o deu de presente para George Freville, um advogado de Cambridgeshire após a morte de seu marido. Thomas Elyot morreu aproximadamente em 1545 e Margaret se casou com seu segundo marido, Sir James Dyer, em abril de 1551. Dyer era uma membro do Middle Temple e advogado acadêmico que se tornou presidente da Câmara dos Comuns.
Ela faleceu em 26 de agosto de 1560 e está enterrada em St. Andrew Churchyard, Great Staughton, Cambridgeshire.